# 1985.
◄ | 19. stoljeće | 20. stoljeće | 21. stoljeće | ►
◄ | 1950-ih | 1960-ih | 1970-ih | 1980-ih | 1990-ih | 2000-ih | 2010-ih | ►
◄◄ | ◄ | 1982. | 1983. | 1984. | 1985. | 1986. | 1987. | 1988. | ► | ►►
Arhitektura • Astronautika • Astronomija • Biologija • Film • Fotografija • Glazba • Kazalište • Kemija • Kiparstvo • Knjige • Književnost • Kršćanstvo • Meteorologija • Medicina • Planinarstvo • Politika • Pravo • Promet • Slikarstvo • Strip • Šport • Televizija • Znanost • Zrakoplovstvo • Željeznički promet
1985. (rim. MCMLXXXV) bila je 84. godina 20. stoljeća.

## Događaji
- 14. lipnja – potpisan Schengenski sporazum među pet europskih zemalja: Belgija, Francuska, Njemačka, Luksemburg i Nizozemska.
- 13. srpnja – U Londonu i Philadelphiji održani su humanitarni Live Aid koncerti, na kojima su nastupile gotovo sve najveće glazbene zvijezde toga vremena.
- 19. rujna – U snažnom potresu u Mexico Cityu poginulo 12 000 ljudi, a ozlijeđeno njih 40 000.
- 7. listopada – Palestinci su oteli putnički brod "Achille Lauro" kako bi ucjenom oslobodili 50 zatvorenika iz izraelskih zatvora.
- Potpisivanjem ugovora o suradnji među devetnaest uglednih europskih sveučilišta na Sveučilištu u Coimbri utemeljena je Coimbrska skupina.

## Rođenja

### Siječanj – ožujak
- 1. siječnja – Steven Davis, sjevernoirski nogometaš
- 2. siječnja – Carla Juri, švicarska glumica
- 7. siječnja – Lewis Hamilton, britanski vozač Formule 1
- 9. siječnja – Nipsey Hussle, američki hip-hoper
- 19. siječnja – Olga Kaniskina, ruska atletičarka
- 2. veljače – Mario Grgurović, hrvatski nogometaš
- 5. veljače – Cristiano Ronaldo, portugalski nogometaš
- 19. veljače – Arielle Kebbel, američka glumica
- 25. veljače – Joakim Noah, američki košarkaš
- 2. ožujka – Robert Iler, američki glumac
- 15. ožujka – Kellan Lutz, američki glumac
- 26. ožujka – Keira Knightley, britanska glumica
- 27. ožujka – Nadežda Skardino, bjeloruska biatlonka
- 31. ožujka – Jessica Szohr, američka glumica

### Travanj – lipanj
- 16. travnja – Luol Deng, britanski košarkaš
- 17. travnja – Jo-Wilfried Tsonga, francuski tenisač
- 20. travnja – Pavo Marković, hrvatski vaterpolist
- 28. travnja – Neda Parmać, hrvatska pjevačica
- 6. svibnja – Chris Paul, američki košarkaš
- 18. svibnja – Oliver Sin, mađarski slikar
- 3. lipnja – Klemen Slakonja, slovenski komičar
- 17. lipnja – Rafael Sóbis, brazilski nogometaš
- 20. lipnja – Mirna Medaković, hrvatska glumica
- 24. lipnja – Taj Gibson, američki košarkaš
- 27. lipnja – Nico Rosberg, njemački vozač Formule 1
- 27. lipnja – Svetlana Kuznjecova, ruska tenisačica
- 30. lipnja – Michael Phelps, američki plivač

### Srpanj – rujan
- 1. srpnja – Léa Seydoux, francuska glumica
- 2. srpnja – Ashley Tisdale, američka glumica i pjevačica
- 9. srpnja – Masashi Nishiyama, japanski judaš
- 12. srpnja – Emil Hegle Svendsen, norveški biatlonac
- 17. srpnja – Tom Cullen, britanski glumac
- 18. srpnja – Chace Crawford, američki glumac
- 25. srpnja – James Lafferty, američki glumac
- 28. srpnja – Dustin Milligan, kanadski glumac
- 4. kolovoza – Lidija Bačić, hrvatska pjevačica
- 9. kolovoza – Anna Kendrick, američka glumica i pjevačica
- 22. kolovoza – Jens Byggmark, švedski alpski skijaš
- 27. kolovoza – Nikica Jelavić, hrvatski nogometaš
- 31. kolovoza – Mohammed bin Salman, saudijski političar
- 7. rujna – Aljona Lanskaja, bjeloruska pjevačica
- 9. rujna – Luka Modrić, hrvatski nogometaš
- 26. rujna – Senijad Ibričić, bosanskohercegovački nogometaš
- 28. rujna – Bojan Jambrošić, hrvatski pjevač
- 30. rujna – T-Pain, američki pjevač

### Listopad – prosinac
- 2. listopada – Ivan Dodig, hrvatski tenisač
- 8. listopada – Bruno Mars, američki pjevač
- 11. listopada – Michelle Trachtenberg, američka glumica († 2025.)
- 14. listopada – Ivan Pernar, hrvatski političar i aktivist
- 24. listopada – Wayne Rooney, engleski nogometaš
- 24. listopada – Andro Švrljuga, hrvatski nogometaš
- 25. listopada – Ciara, američka pjevačica, glumica, plesačica i model
- 15. studenog – Jure Ivanković, bosanskohercegovački nogometni trener
- 23. studenog – Viktor Ahn, južnokorejski i ruski klizač
- 26. studenog – Nikola Pokrivač, hrvatski nogometaš († 2025.)
- 30. studenog – Kaley Cuoco, američka glumica
- 3. prosinca – Amanda Seyfried, američka glumica
- 5. prosinca – Frankie Muniz, američki glumac i vozač utrka
- 6. prosinca – Dulce María, meksička glumica i pjevačica
- 8. prosinca – Dwight Howard, američki košarkaš
- 12. prosinca – Iva Ciglar, hrvatska košarkašica
- 31. prosinca – Aleksandra Herasimenja, bjeloruska plivačica

## Smrti

### Siječanj – ožujak
- 4. siječnja – Lovro von Matačić, hrvatski dirigent i skladatelj (* 1899.)
- 5. siječnja –  Franjo Punčec, hrvatski tenisač (* 1913.)
- 22. siječnja – Stjepan Cek, slovenski katolički svećenik (* 1913.)
- 27. veljače – Ernest Dubac, hrvatski nogometaš (* 1914.)
- 29. ožujka – Marc Chagall, ruski slikar židovskog podrijetla (* 1887.)

### Travanj – lipanj
- 5. svibnja – Juraj Jurjević, hrvatski književnik (* 1910.)

### Srpanj – rujan
- 8. srpnja – Simon Kuznets, američki ekonomist, demograf, statističar i nobelovac (* 1901.)
- 9. srpnja – Milo Cipra, hrvatski skladatelj (* 1906.)
- 28. srpnja – Dora Maar, francuska slikarica (* 1907.)
- 29. srpnja – Petar Čule, mostarsko-duvanjski biskup (* 1898.)
- 14. kolovoza – Gale Sondergaard, američka glumica (* 1899.)
- 10. rujna – Ernst Öpik, estonski astronom i astrofizičar (* 1891.)
- 28. rujna – André Kertész, mađarski fotograf (* 1894.)

### Listopad – prosinac
- 2. listopada – Rock Hudson, američki filmski i televizijski glumac (* 1925.)
- 10. listopada – Yul Brynner, američki filmski glumac (* 1915.)
- 10. listopada – Orson Welles, američki redatelj, glumac, scenarist i producent (* 1915.)
- 27. listopada – Branko Špoljar, hrvatski glumac (* 1914.)
- 21. studenog – Ivo Serdar, hrvatski glumac (* 1933.)
- 12. prosinca – Anne Baxter, američka filmska glumica (* 1923.)

## Nobelove nagrade
- Fizika: Klaus von Klitzing
- Kemija: Herbert Aaron Hauptman i Jerome Karle
- Fiziologija i medicina: Michael S. Brown i Joseph L. Goldstein
- Književnost: Claude Simon
- Mir: Međunarodni liječnici za prevenciju nuklearnog rata (IPPNW)
- Ekonomija: Franco Modigliani

## Vanjske poveznice
|  | Zajednički poslužitelj ima još gradiva o temi 1985. |